# Four Embarcadero Center
Le Four Embarcadero Center est un gratte-ciel de 174 mètres de hauteur construit à San Francisco en Californie aux États-Unis en 1982.
Il fait partie du complexe Embarcadero Center qui comprend 6 autres immeubles.
L'architecte est John Portman.